# 서라벌대학교 축구단
서라벌대학교 축구부(영어: Sorbol University  Football Club)는 대한민국 경상북도 경주시에 위치한 대학교 축구부였으며 2007년에 창단되었다.

## 출신 선수
- 마상훈

## 참고 문헌
- “KFA 통합경기정보 시스템”. 대한축구협회.
- 약속의 땅 통영 제59회 춘계대학축구연맹전 출전 선수 명단

## 같이 보기
- 서라벌대학교